# Зустрічі на Медео
«Зустрічі на Медео» — радянський телефільм 1976 року, знятий режисерами Асхатом Ашраповим і Сапаром Сулейменовим на кіностудії «Казахфільм».

## Сюжет
На високогірній ковзанці Медео тренуються юні фігуристи - танцювальна пара Ерік та Джайран. Під час підготовки до відповідальних змагань тренер вирішує, що Ерік має виступати з більш досвідченою партнеркою.

## У ролях
- Г. Ашрапова — Джайран
- Марк Мусін-Галинський — Ерік Аріпов
- Джамбул Худайбергенов — Тимур Каратайович, тренер
- Лідія Ашрапова — Клара Рахімбаївна, тренер
- Наталія Аринбасарова — Айжан, балерина
- Єрмек Серкебаєв — батько Джайран, музикант
- Сергій Волгушев — Хитрук
- О. Черницька — Марина
- Р. Акаєв — Мурат, братик Джайран
- С. Каторча — Олег, дворовий хоккеїст
- Ю. Сафрончик — Вітол, фігурист
- Жанна Куанишева — Анара, фігуристка
- Жексен Каїрлієв — Айдар, фігурист
- Сарсен Баймуханов — епізод
- Кененбай Кожабеков — спортивний адміністратор
- Геннадій Юхтін — тренер
- Євген Красавцев — тренер
- Т. Некрасов — епізод
- А. Оразбаєв — епізод
- Г. Миколян — епізод
- М. Ашимов — епізод
- Є. Агібаєв — епізод
- Аубакір Ісмаїлов — епізод
- Борис Токарєв — епізод
- Толлер Кренстон — епізод

## Знімальна група
- Режисери — Асхат Ашрапов, Сапар Сулейменов
- Сценаристи — А. Абдукарімова, Сапар Сулейменов
- Оператор — Асхат Ашрапов
- Композитор — Алмас Серкебаєв